# لوتوچین
لوتوچین (به لهستانی: Lutocin) یک روستا در لهستان است که در گمینا لوتوچین واقع شده‌است. لوتوچین ۱٬۰۰۰ نفر جمعیت دارد.